# Neuer Deutscher Jazzpreis
Der Neue Deutsche Jazzpreis war ein Jazzpreis, der von der IG Jazz aus Mannheim vergeben wird. Er war der einzige deutsche Jazzpreis, der per Publikumsvotum vergeben wird.

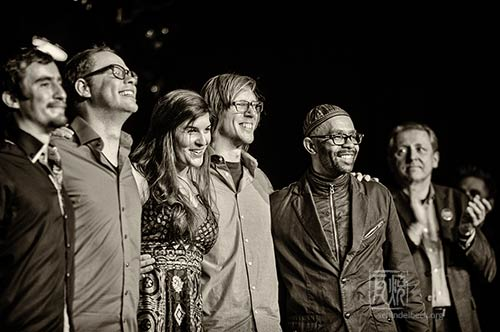
Neuer Deutscher Jazzpreis 2015: Filippa Gojo Quartett. Mit Kurator Kenny Garrett und Mannheims OB Peter Kurz

Für den 2006 erstmals vergebenen Preis können sich Bands aus Deutschland ohne eine stilistische Einschränkung bewerben. Ein Auswahlkomitee aus Jazzjournalisten, Musikern und Mitgliedern der IG Jazz trifft (für den fünften Neuen Deutschen Jazzpreis 2010 bewarben sich 202 Bands) eine Vorauswahl. Ein jährlich wechselnder, international bekannter Jazzmusiker ist als Kurator tätig und wählt bestimmt Finalisten aus der Vorauswahl. Der Preisträger wird durch Publikum im Rahmen eines Konzertabends, bei dem die drei Finalisten jeweils einen Set von ca. 40 Minuten spielen, gewählt. Austragungsort ist die Alte Feuerwache in Mannheim. Im Jahr 2015 wurde erstmals ein Kompositionspreis vergeben, den der Pianist Jürgen Friedrich erhielt.
Der Hauptpreis für die beste Band war mit 10.000 Euro dotiert, der zusätzlich vergebene Solistenpreis mit 1.000 Euro.
Seit dem Jahr 2017 wurde regelmäßig auch ein neuer Kompositionspreis, benannt Neuer Deutscher Kompositionspreis, vergeben, der mit 2.000 Euro dotiert ist.

## Die Kuratoren
- 2006 Alexander von Schlippenbach
- 2007 Wolfgang Muthspiel

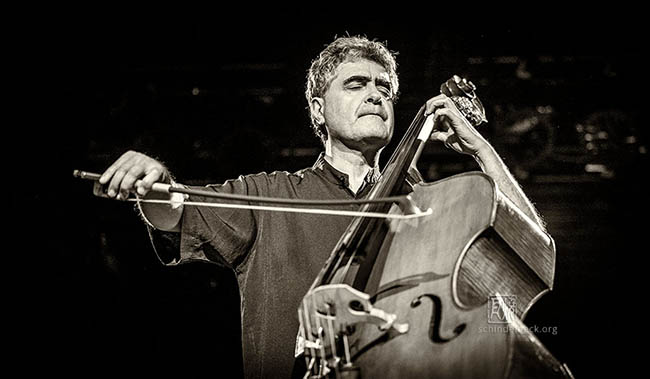
Renaud Garcia-Fons

- 2008 Jasper van’t Hof (in Vertretung für den seinerzeit erkrankten Charlie Mariano)
- 2009 Joachim Kühn
- 2010 Kenny Wheeler
- 2011 Bojan Z
- 2012 Django Bates
- 2013 Louis Sclavis
- 2014 Tomasz Stańko
- 2015 Kenny Garrett
- 2016 Jacky Terrasson
- 2017 Norma Winstone
- 2018 Wallace Roney
- 2019 Renaud Garcia-Fons
- 2020 Frank Möbus
- 2022 Lars Danielsson

## Preisträger

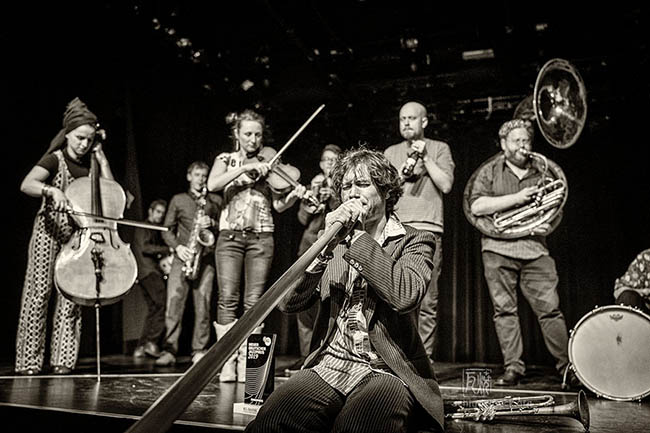
Matthias Schriefl mit Shreefpunk plus Strings, Mannheim, 19/03/16

- 2006: Der Rote Bereich; (Bester Solist: Michael Griener)
- 2007: Johannes Enders Quartett; (Bester Solist: Johannes Enders/Henning Sieverts)
- 2008: Klima Kalima; (Bester Solist: Oliver Steidle, dr)
- 2009: Frederik Köster Quartett; (Bester Solist: Frederik Köster, tr)
- 2010: Tim Allhoff Trio; (Bester Solist: Bodek Janke, dr/perc)
- 2011: [em] Wollny Kruse Schaefer; (Bester Solist: Michael Wollny, p)[4]
- 2012:  Schneeweiss & Rosenrot; (Beste Solistin: Lizzy Scharnofske, Schlagzeug)
- 2013:  Max Andrzejewski's HÜTTE; (Bester Solist: Max Andrzejewski, Schlagzeug)[5]
- 2014: Sebastian Sternal & Claudius Valk / Tria Lingvo (Johannes Lemke/André Nendza/Christoph Hillmann); (Bester Solist: Claudius Valk)[6]
- 2015: Filippa Gojo Quartett; (Beste Solistin: Filippa Gojo, voc); Kompositionspreis an Jürgen Friedrich
- 2016: Bastian Jütte Quartett; (Bester Solist: Rainer Böhm, p)
- 2017: Tamara Lukasheva Quartett; (Beste Solistin: Tamara Lukasheva, voc); Kompositionspreis an Nicolai Pfisterer
- 2018: Vincent Eberle Quintett; (Bester Solist: Maximilian Hirning); Kompositionspreis an Alexandra Lehmler.[7]
- 2019: Shreefpunk plus Strings; (Bester Solist: Matthias Schriefl, tp); Kompositionspreis an Benjamin Schaefer.[8]
- 2020 (geteilt): Andreas Feith Quartett; Slavin/Henkelhausen/Merk; Yaroslav Likhachev Quartet; Kompositionspreis geteilt an Christina Fuchs, Matthias Ockert und Pascal Klewer[9]
- 2022: Rebecca Trescher Tentet. Bester Solist: Wanja Slavin (Felix Henkelhausen Quintett)[1]